# Marcus Nakagawa
Marcus Nakagawa é um publicitário, professor e empreendedor social brasileiro. É graduado em Marketing e Publicidade pela ESPM-SP, mestre em Administração pela PUC-SP e doutor em Sustentabilidade pela EACH-USP. Nakagawa é professor da ESPM, coordenador do Centro ESPM de Desenvolvimento Socioambiental e palestrante de sustentabilidade, empreendedorismo e estilo de vida. Também é fundador da Associação Brasileira dos Profissionais pelo Desenvolvimento Sustentável e trabalhou na área de sustentabilidade para várias empresas privadas. Em 2018, lançou o livro 101 dias com ações mais sustentáveis para mudar o mundo (editora Labrador), no qual relaciona diversas ações que podem ser tomadas em prol do movimento sustentável. Por este livro, Nakagawa ganhou o Prêmio Jabuti em 2019 na categoria "Economia Criativa".

## Obras
- 101 dias com ações mais sustentáveis para mudar o mundo (2018), pela Editora labrador.
- com Edmir Kuazaqui, Cláudio Teramoto e Carlos Barbosa Correa Júnior, Marketing para ambientes disruptivos (2017), pela Literare Books International. [6]